# Luis Stadlober
Luis Stadlober (* 23. Juli 1991 in Schladming, Steiermark) ist ein ehemaliger österreichischer Skilangläufer.

## Werdegang
Stadlober, der für den SC Sparkasse Radstadt startete, nahm von 2008 bis zur Saison 2015/16 im Alpencup teil. Dabei war der neunte Platz im Freistilsprint im Februar 2015 in Rogla seine beste Platzierung. Beim Europäischen Olympischen Winter-Jugendfestival 2009 in Szczyrk belegte er den 73. Platz über 10 km Freistil und den 36. Rang über 7,5 km klassisch. Im Januar 2010 kam er bei den Nordischen Junioren-Skiweltmeisterschaften in Hinterzarten auf den 75. Platz über 10 km klassisch. Im folgenden Jahr errang er bei den Nordischen Junioren-Skiweltmeisterschaften in Otepää den 47. Platz im Skiathlon, den 17. Platz im Sprint und den sechsten Platz mit der Staffel. Bei den Österreichischen Meisterschaften 2013 gewann er Bronze über 10 km und Silber mit der Staffel. Im folgenden Jahr wurde er österreichischer Meister im Sprint und mit der Staffel. Bei den U23-Weltmeisterschaften 2014 im Val di Fiemme errang er den 36. Platz im Sprint. In der Saison 2014/15 holte er bei den Österreichischen Meisterschaften 2015 die Silbermedaille über 10 km und die Goldmedaille bei der anschließenden Verfolgung.
Zu Beginn der Saison 2015/16 lief er in Davos sein erstes Weltcuprennen und belegte dabei den 46. Platz im Sprint. Bei der ersten Etappe bei der Tour de Ski 2016 in der Lenzerheide erreichte er mit dem 25. Platz im Sprint seine ersten Weltcuppunkte. Zum Saisonende errang er den 48. Platz bei der Ski Tour Canada. Im folgenden Jahr belegte er bei den nordischen Skiweltmeisterschaften 2017 in Lahti den 45. Platz im Sprint, den 37. Rang über 15 km klassisch und den 18. Platz zusammen mit Dominik Baldauf im Teamsprint. Bei den Österreichischen Meisterschaften 2017 in Eisenerz wurde er Meister im Sprint und Dritter im 30-km-Massenstartrennen. Im Februar 2018 lief er bei den Olympischen Winterspielen in Pyeongchang auf den 53. Platz im Sprint auf den 13. Rang mit der Staffel. Bei den nordischen Skiweltmeisterschaften 2019 in Seefeld in Tirol belegte er den 56. Platz über 15 km klassisch und den 48. Rang im Sprint.
Im März 2019 kündigte er sein Karriereende an, am 1. April 2019 beendete er seine aktive Karriere. Im Juni 2019 wurde er vom Österreichischen Skiverband (ÖSV) verabschiedet.

### TV-Experte
Seit 2023 fungiert Luis Stadlober bei Übertragungen von Langlaufrennen als TV-Experte und Co-Kommentator für den ORF.

## Privates
Luis Stadlober ist der Sohn von Roswitha Stadlober (geb. Steiner) und Alois Stadlober. Seine Schwester Teresa Stadlober ist ebenfalls Skilangläuferin.
Luis Stadlober lebt in einer Beziehung und ist seit Sommer 2024 verlobt.

## Medaillen bei nationalen Meisterschaften
- 2013: Silber mit der Staffel, Bronze über 10 km
- 2014: Gold im Sprint, Gold mit der Staffel, Silber über 9 km Skiroller
- 2015: Gold in der Verfolgung, Silber über 10 km
- 2016: Gold über 10 km, Gold in der Verfolgung, Silber über 9 km Skiroller, Bronze über 30 km Skiroller, Bronze über 30 km
- 2017: Gold im Sprint, Bronze über 30 km
- 2018: Silber über 9 km Skiroller
- 2019: Gold im Sprint, Silber über 15 km, Silber über 30 km